# Young Harris (philanthrope)
Pour les articles homonymes, voir Young Harris.
Young Loftin Gerdine Harris (né en 1812 – mort le 28 avril 1894) est un juriste, homme d'affaires, homme politique, juge et philanthrope américain. Il est surtout connu pour avoir été l'un des premiers bienfaiteurs du Young Harris College (en) de Young Harris (Géorgie).

## Biographie
Harris naît dans le comté d'Elbert (Géorgie). Il est le fils de Walton Harris et Virginia Beverly Billup. Il a sept frères et sœurs.
Harris fréquente l'université de Géorgie. Il est admis au barreau de l'État de Géorgie (en) en 1834 puis travaille dans le domaine à Elberton (Géorgie), où il obtient un certain succès. Il en vient à représenter le comté d'Elbert auprès de l'État.
Harris déménage avec sa femme à Athens en 1840. Il s'y fait connaître, puis est élu représentant du comté de Clarke à la chambre des représentants de Géorgie. Il y travaille en 1841, puis de 1847 à 1852.

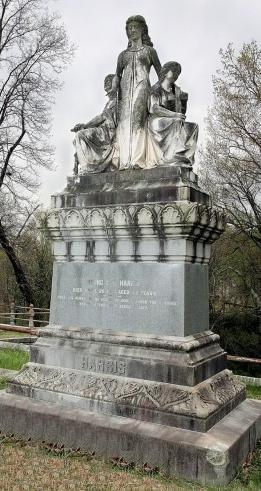
Tombe et monument dédiés à Young Harris.